# Lletsó d'hort
El lletsó d'hort (Sonchus oleraceus) és una espècie de planta amb flors del gènere dels lletsons (Sonchus) dins la família de les asteràcies (Asteraceae). És una planta nativa d'Europa, el nord d'Àfrica i Àsia occidental. A Catalunya, les Illes Balears i al País Valencià és força comú fins als 1500 metres d'altitud.
A vegades s'hi refereix simplement com a lletsó. Addicionalment pot rebre els noms de cama-roja, lletissó, lletissons, lletissons grans, lletsó d'ase, lletsó d'espasa, lletsó de bancal, lletsó de burrer, lletsó de burro, lletsó de camp, lletsó de canya, lletsó fi, lletsó groc, lletsó gros, lletsó oleraci, lletsons, lletsons dels grossos, lletsons grossos, mastegueres, pixallits i serralla. També s'han recollit les variants lingüístiques alletsó, card munjoni, laxó, llacsó, llacsons, llantaïm, llatissons, llecsó, llecsons dels grossos, llecsons grossos, llensó, llensó de canya, llenteïn, llenteïns, lletaïns, llicció, llicsió, llicsó, llicsó d'ase, llicsó d'espasa, llicsó de bancal, llicsó de burrero, llicsó de burro, llicsó groc, llicsomia, llicxó, llinsó, llinsó d'ase, llipsó, llipsons, lliscó, llitsó, llitsó de camp, llitsons i llixó.
No s'ha de confondre amb la dent de lleó, també coneguda com a pixallits, que té un aspecte similar.

## Ecologia
El lletsó d'hort és freqüent en camps humits, camps de conreu, camins i horts. Floreix especialment a la primavera, encara que es pot trobar florit gairebé tot l'any en cultius de regadiu com els de blat, fruiters, etc. o bé en conreus de secà com ara vinyes. Les fulles d'aquesta planta agraden molt als conills i serveixen d'aliment per al bestiar.
En alguns llocs del món es considera una planta invasora, es comporta sovint com a ruderal i també com a mala herba en jardins i horts. És difícil de distingir del lletsó fi (Sonchus tenerrimus), per això es creu que s'ha pogut originar a partir d'aquesta.
Es pot confondre amb altres plantes similars no comestibles com el xenixell. Cal comprovar si la tija és tubular i relativament tendra. Quan hom trenca la tija en surt una quantitat moderada de saba blanca i lletosa. Els noms comuns de la planta en català deriven de 'llet', precisament per aquest fet.

## Descripció

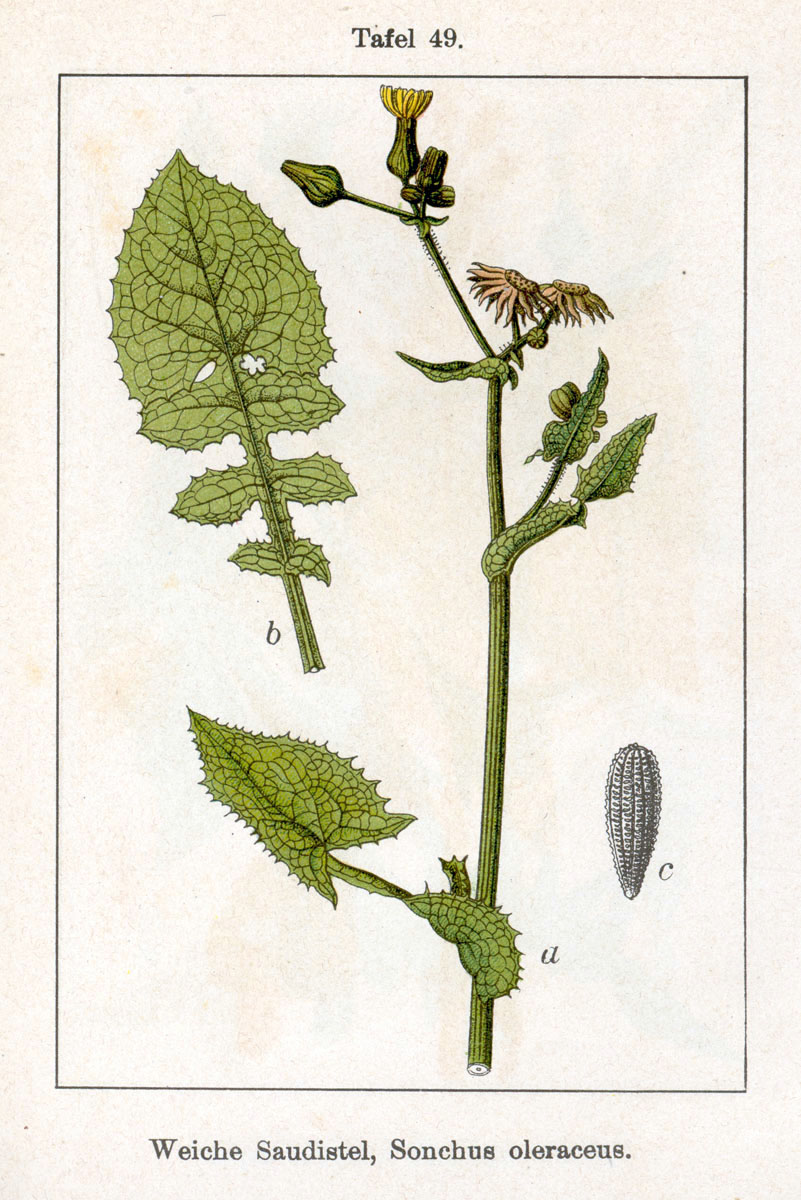
Lletsó d'hort; gravat antic

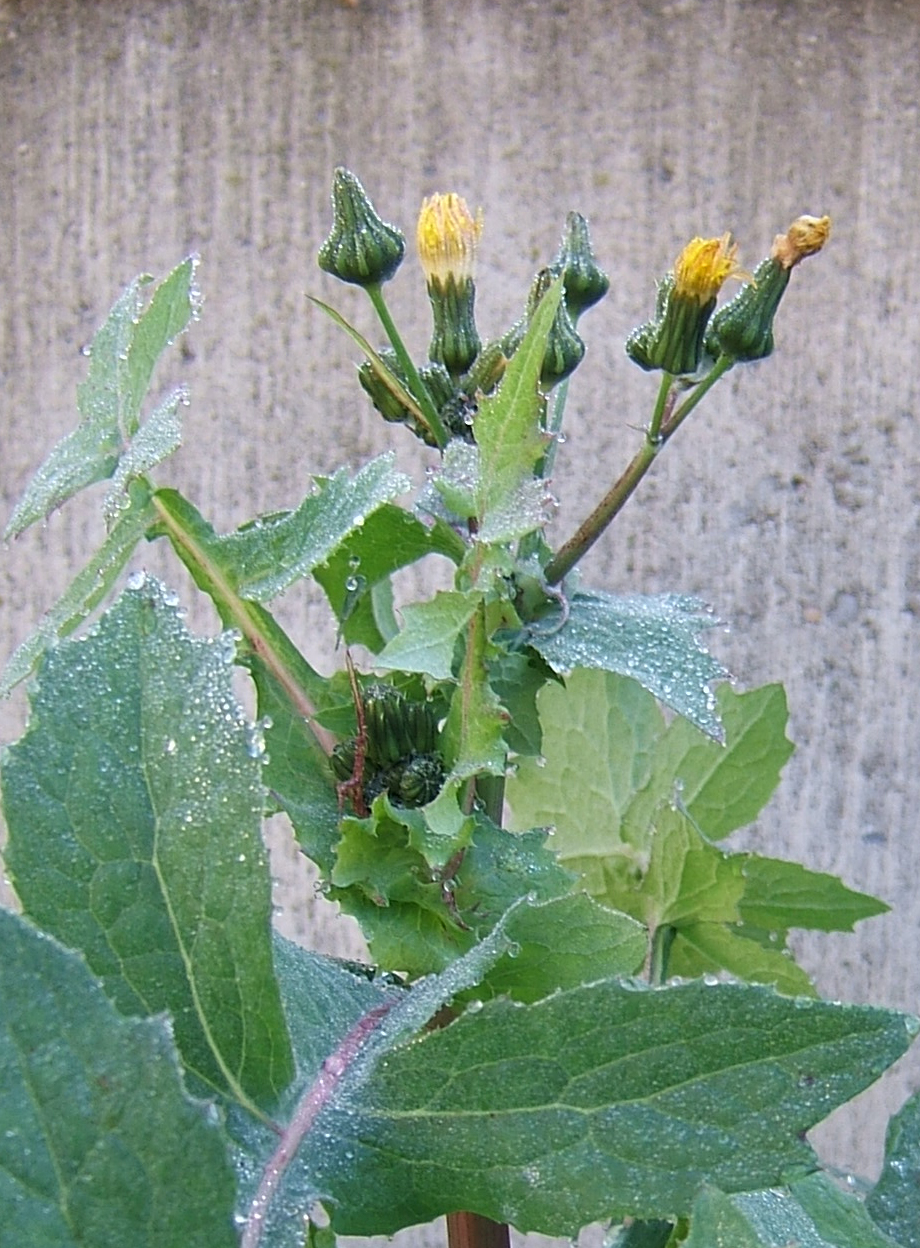
Aspecte general

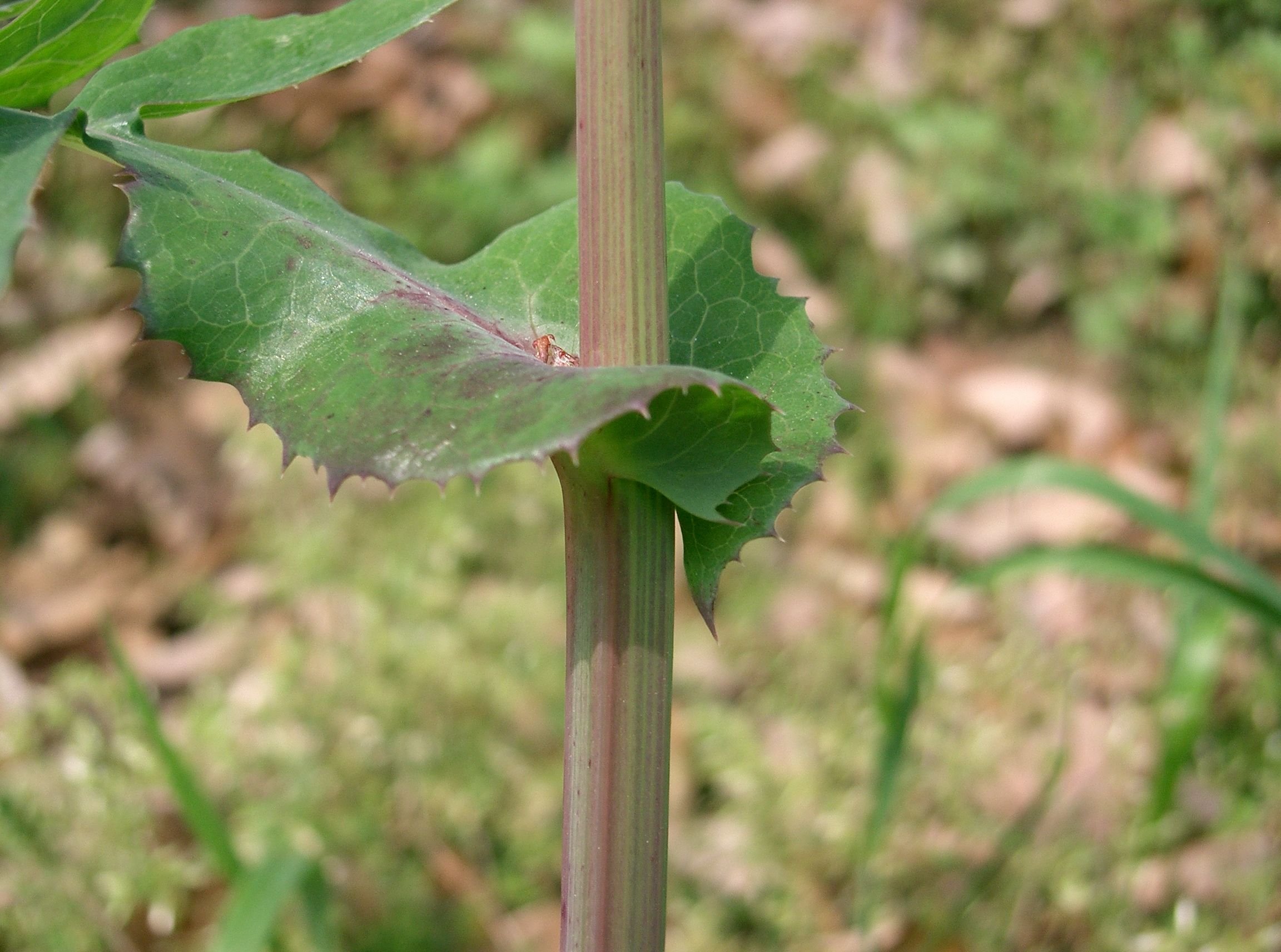
Detall fulles

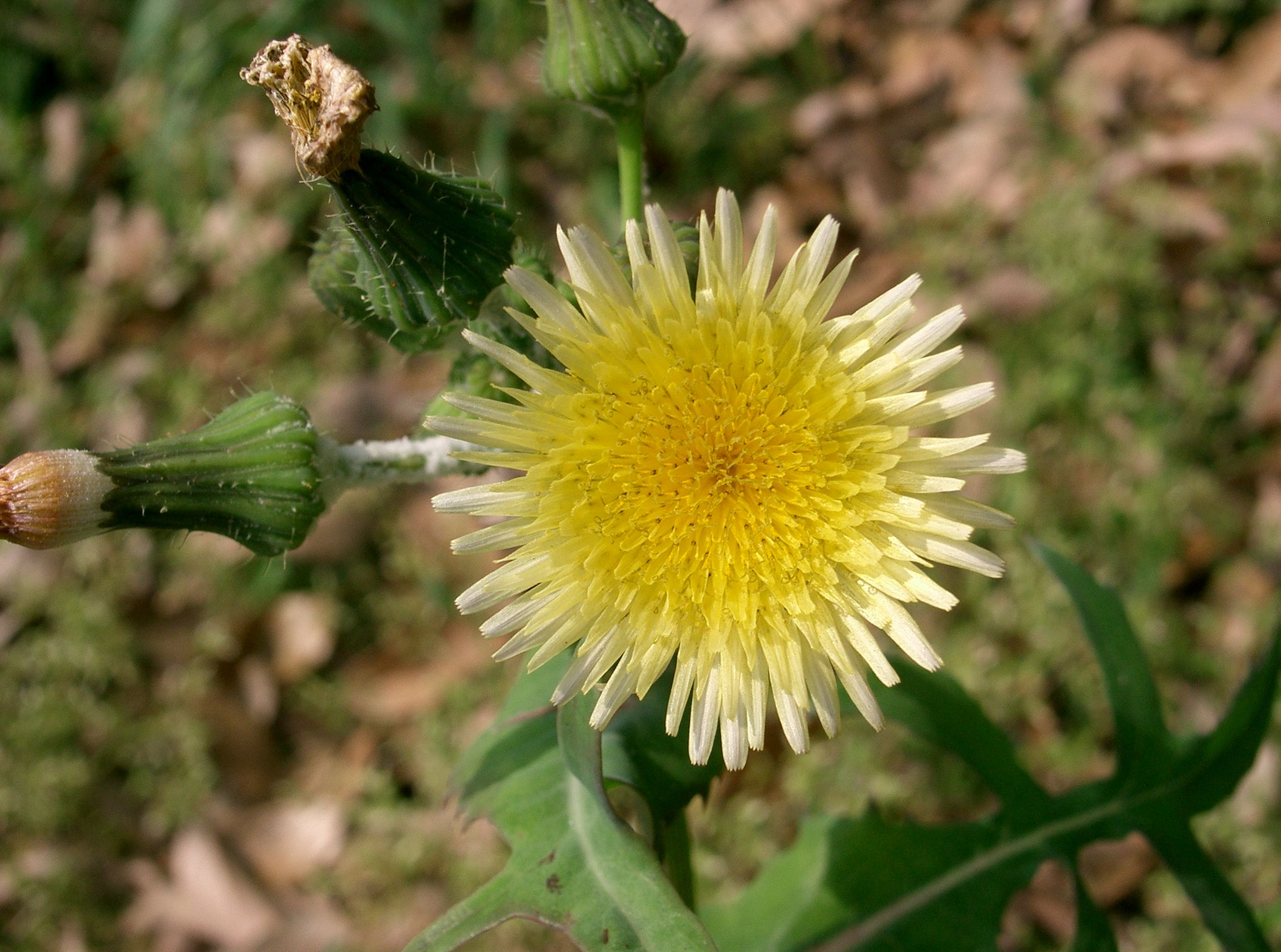
Detall corol·la

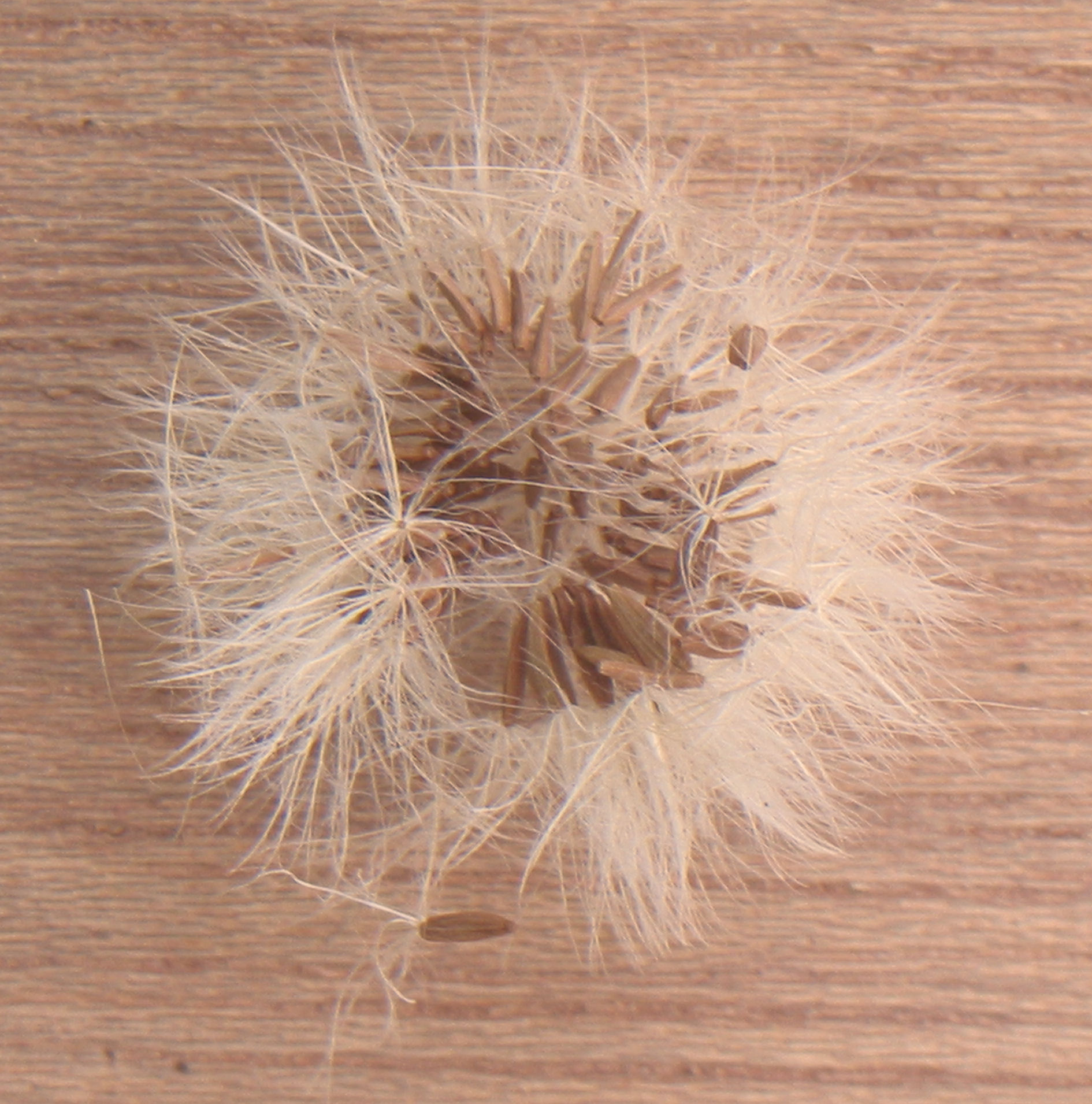
Detall llavors

### Forma vital
El lletsó d'hort és una planta anual o biennal amb una forma vital de teròfit o hemicriptòfit, segons la classificació de Raunkjaer.

### Port i dimensions
Mesura de 30 a 40 cm d'alçada. És una herba glabra, és a dir, sense pèls, o bé pubescent glandulosa.

### Òrgans vegetatius
FullesLes fulles són molt variables, simples, amples, lleugerament dentades, herbàcies, de nervadura pennada, amb el revers glabre i glauc. Sovint les fulles són poc dividides, i si són pinnatipartides el segment terminal sol ser molt més gros que els altres, un tret que permet distingir aquesta espècie del lletsó fi (Sonchus tenerrimus), de fulles profundament dividides i amb segments semblants. Les fulles inferiors són peciolades i esparses.
ArrelLa rel és axonomorfa i caulògena.
TijaLes tiges són poc ramificades, erectes, herbàcies i es caracteritzen per una ramificació simpòdica.

### Òrgans reproductors
InflorescènciaEls capítols es disposen en corimbes umbel·liformes sobre peduncles llargs i generalment piloso-glandulars. L'involucre dels capítols és glabre (a diferència del lletsó fi, que el té albo-lanuginós a la base), mesura entre 10 i 15 mm de longitud i a la base està inflat.
FlorsLes flors són hermafrodites, ligulades, pentàmeres i zigomorfes. El calze ha estat transformat en una corol·la de pèls. La corol·la és tubular i de color groc viu, té una lígula amb la mateixa longitud del tub. L'androceu és poliadelf, amb 5 estams units en forma de tub. El gineceu està compost per ovari ínfer, bicarpel·lar, sincàrpic, unilocular i amb un primordi seminal. L'estil i l'estigma són d'un color verd fosc.
FruitAqueni de color bru d'uns 3 mm de longitud, rugós i amb estries transversals. Presenta un papus format per dos tipus de pèls: uns de solitaris, rugosos i caducs i d'altres persistents, llisos i fasciculats.

## Taxonomia
Aquesta espècie va ser publicada per primer cop l'any 1753 a l'obra Species Plantarum, del botànic suec Carl von Linné (1707-1778).

### Sinònims
Els següents noms científics són sinònims heterotípics de Sonchus oleraceus:
- Carduus amplexicaulis Noronha
- Sonchus angustissimus Hook.f.
- Sonchus ciliatus Lam.
- Sonchus ciliatus var. subbipinnatifidus Guss.
- Sonchus fabrae Sennen
- Sonchus glaber Gilib.
- Sonchus gracilis Phil.
- Sonchus gracilis Sennen
- Sonchus lacerus Willd.
- Sonchus laevis Vill.
- Sonchus laevis Garsault
- Sonchus longifolius Trevir.
- Sonchus macrotus Fenzl
- Sonchus mairei H.Lév.
- Sonchus maritimus Moc. & Sessé
- Sonchus oleraceus var. angustifolius Gray
- Sonchus oleraceus subsp. angustissimus H.Lindb.
- Sonchus oleraceus var. integrifolius Wallr.
- Sonchus oleraceus var. integrifolius Gray
- Sonchus oleraceus var. lacerus (Willd.) Wallr.
- Sonchus oleraceus var. laciniatus Gray
- Sonchus oleraceus var. laevis L.
- Sonchus oleraceus var. latifolius Gray
- Sonchus oleraceus var. litoralis P.D.Sell
- Sonchus oleraceus f. runcinatus Fiori
- Sonchus oleraceus var. subrotundus Gray
- Sonchus oleraceus var. triangularis Wallr.
- Sonchus pallescens Pančić
- Sonchus parviflorus Lej. ex Rchb.
- Sonchus plumieri Sessé & Moc.
- Sonchus reversus E.Mey. ex DC.
- Sonchus rivularis Phil.
- Sonchus roseus Besser ex Spreng.
- Sonchus royleanus DC.
- Sonchus runcinatus (Fiori) Zenari
- Sonchus schimperi A.Braun & C.D.Bouché
- Sonchus schmidianus K.Koch
- Sonchus spinulifolius Sennen
- Sonchus subbipinnatifidus (Guss.) Zenari
- Sonchus sundaicus Blume
- Sonchus tenerrimus Schur
- Sonchus umbellifer Thunb.
- Sonchus zacinthoides DC.

## Farmacologia
La forma galènica en què es troba és:
- En brots
- En amanida (si les fulles són toves)
- En infusions

Antigament era molt típic preparar aigua de lletsó a les farmàcies per a utilitzar-la contra tot tipus de mals però a partir de segle xviii es va considerar poc útil i s'ha deixat de fer.
Per a usos medicinals es cull a la tardor i per parts, primer es cullen les fulles i després l'arrel, i es mantenen a l'ombra fins que s'assequen. Finalment, s'airegen les fulles i l'arrel s'exposa al sol. Les fulles són les que contenen més saba, la qual conté tots els seus components.

### Composició química
- flavonoides
- vitamina C
- apigenòsid
- cinaròsid
- isocinaròsid
- hiperòsid
- kenferol
- linaròsid
- luteolòsid
- crepidiàsid A

### Usos medicinals
Aquesta planta s'ha fet servir per a combatre la grip, els refredats, les afeccions genitourinàries, contra la gota, hipertensió arterial, en edemes, retencions de líquids i en ús tòpic: dermatitis i otitis.

### Accions farmacològiques
- Diürètica
- Carminativa
- Antipirètica
- Antioxidant[12]
- Colagoga
- Emmenagoga
- Galactogoga
- En ús tòpic com a cicatritzant, antiinflamatori i analgèsic.

## Gastronomia

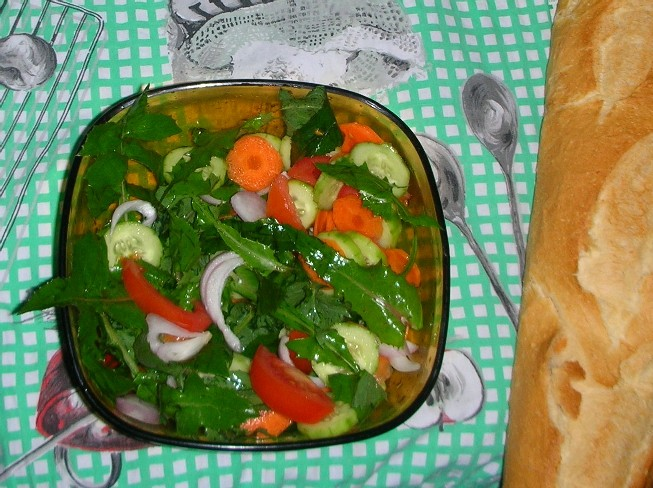
Amanida de lletsons amb tomàquet, enciam, cogombre, ceba i pastanaga.

És una planta de fulla comestible. El terme oleraceus (lleguminós, del llatí olus = verdura, hortalissa) fa referència al fet que aquesta planta era utilitzada a la cuina. Es cultivava a la Grècia antiga, a l'antiga Roma i a tot Europa a l'edat mitjana, però amb el pas dels segles va ser substituïda per altres hortalisses considerades més refinades. Plini (Gaius Plinius Secundus, 23–79) va comentar que Teseu es va menjar un plat de lletsons abans d'anar a lluitar contra el toro de Marató. Era un dels ingredients de la cuina mediterrània tradicional, tot i que actualment el seu consum es limita a uns pocs llocs.
El lletsó és molt comú i abundant, es conrea fàcilment i és una planta molt agraïda, ja que fa fulles grosses i tendres en qualsevol terreny amb només una mica de reg. Hi ha qui prefereix les fulles tendres de les plantes menudes, però també n'hi ha que els agrada el regust lleugerament amargant per a combinar-lo amb altres fulles. En plantes grosses cal fer servir les fulles de la part alta de la tija.
El lletsó forma part encara de la dieta de l'illa de Creta, on es mengen les fulles crues en amanides o les fulles i tiges saltades amb oli d'oliva, bullides o com a ingredient de coques tapades. A Grècia la fulla de lletsó és popular com a ingredient de les amanides conegudes amb el nom d'horta i per a barrejar amb les fulles d'altres herbes en amanides crues, especialment durant l'hivern.
Els lletsons són també un dels ingredients principals del preboggion o prebugiún, una barreja d'herbes que és una de les especialitats de la cuina de Ligúria i que s'utilitza per a farcir raviolis i pansoti.
Als Països Catalans creixen sovint com a mala herba en els conreus de regadiu; tradicionalment els lletsons i altres herbes similars es feien servir per a fer pastissets de brosses.
Actualment s'empra lletsons en alguns plats, sobretot combinats amb altres fulles, però moltes de les receptes tradicionals s'han perdut. De qualsevol forma, afegir unes fulles de lletsó a una amanida verda convencional va molt bé per a contrarestar el gust prou insípid de l'enciam comercial. El lletsó és així mateix força estimat pels conills i per les aus feréstegues, i també pels moixons domèstics, como ara els psitàcids.